# NGC 5406
NGC 5406 (również PGC 49847 lub UGC 8925) – galaktyka spiralna z poprzeczką (SBbc), znajdująca się w gwiazdozbiorze Psów Gończych. Odkrył ją William Herschel 16 maja 1787 roku. Jest to galaktyka z aktywnym jądrem typu LINER.
W galaktyce tej zaobserwowano supernową SN 1977B.